# La Caputxeta Vermella

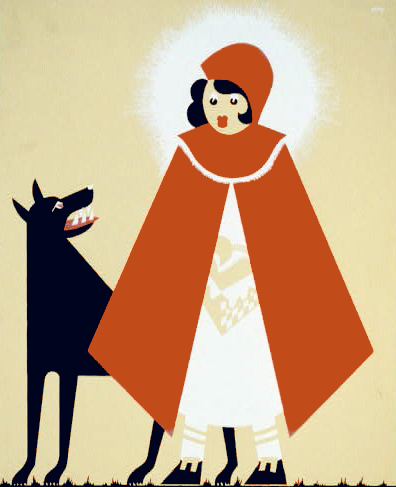
La Caputxeta Vermella i el llop malvat a una il·lustració del 1939.

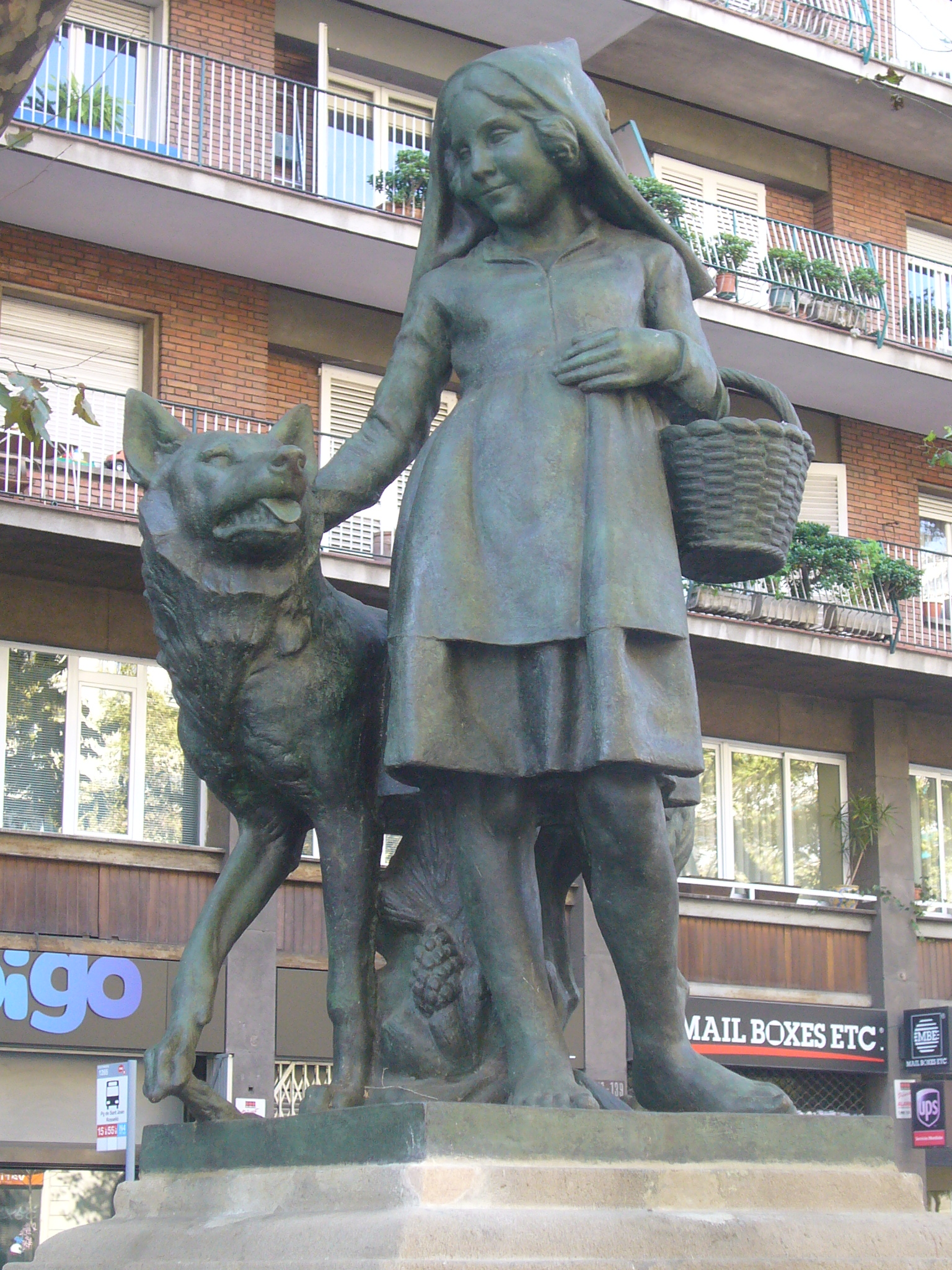
Font de la Caputxeta Vermella i el llop malvat situada al Passeig de Sant Joan, 141 de Barcelona. Esculpida per Josep Tenas l'any 1921 i fosa en bronze per Gabriel Bechini (Tallers Bechini)

La Caputxeta Vermella és un conte popular europeu del qual existeixen nombroses variants. Ha estat transcrit, entre d'altres, per Charles Perrault (Le Petit Chaperon Rouge) i els germans Grimm (Rotkäppchen).
La història se centra en el contrast entre el món lluminós i segur del poble i l'obscur del bosc, una antítesi típicament medieval.

## La trama
La versió més coneguda del conte és la de Charles Perrault, la primera versió del 1697 i també dels germans Grimm, la segona versió del 1812. La Caputxeta Vermella és una nena que ha de portar un cistell amb menjar per a la seva àvia malalta. La seva mare li adverteix de no travessar el bosc, un bon consell que la Caputxeta Vermella no segueix. Al bosc, la Caputxeta Vermella es troba el Llop malvat, que l'ensarrona i l'enganya i també li fa dir on viu la seva àvia. Després el Llop s'avança a la Caputxeta Vermella i, en arribar a casa de l'àvia, se la cruspeix. Quan arriba la Caputxeta Vermella, el Llop, que és al llit disfressat amb la roba de l'àvia, es fa passar per aquesta i al final aconsegueix menjar-se també la Caputxeta Vermella. La versió de Charles Perrault s'acaba així. A la versió dels germans Grimm, tot es resol amb l'arribada d'un caçador o d'un llenyataire, que talla la panxa del Llop per tal que l'àvia de la Caputxeta Vermella i la Caputxeta Vermella puguin sortir-ne il·leses i també sanes i estàlvies.

## Orígens i variants
La història de la Caputxeta Vermella és un conte que es va estendre per diverses regions europees mitjançant la tradició oral. Se sap que el conte ja era narrat al segle xiv a França.		 
La finta nonna ("La falsa àvia") és el títol d'una antiga versió italiana, en la qual la Caputxeta Vermella ho soluciona tot ella sola basant-se en la seva pròpia astúcia. Alguns sostenen que aquesta versió és la més propera a l'original i que el personatge del llenyataire o el caçador que salva a la Caputxeta Vermella i també a la seva àvia de la panxa del llop ferotge i malvat va ser inclòs posteriorment en la segona versió del conte escrita pels Germans Grimm i no en la primera versió del conte escrita per Charles Perrault.
En qualsevol cas, la versió escrita més antiga del conte és Le Petit Chaperon Rouge, el qual apareix en el recull de contes de Charles Perrault del 1697. La primera versió del conte de la Caputxeta Vermella de Charles Perrault és molt més sinistra i molt més fosca que la segona versió posterior de l'any 1812, escrita pels germans Grimm. En aquesta versió la Caputxeta Vermella és una "noia atractiva de bona família" que finalment al final del conte de Charles Perrault la Caputxeta Vermella és menjada pel llop malvat, el qual també s'ha cruspit i també s'ha menjat la seva pobra àvia. Al final del conte de la Caputxeta Vermella, Charles Perrault dona una explicació explícita de la moral, de la qual no és difícil extreure'n l'evident contingut sexual:
D'aquesta història s'aprèn que els infants, i especialment les jovenetes boniques, ben educades i de bona família, fan molt malament d'escoltar-se els desconeguts; i no és estrany, doncs, que el Llop Malvat obtingui el seu sopar. Dic el Llop Malvat, perquè no tots els llops són de la mateixa mena; n'hi ha un d'aparença encomiable, que no és sorollós ni odiós ni rabiós, sinó manso i servicial i amable, que segueix les noies joves pel carrer fins a casa seva. Ai d'aquells que no sàpiguen que aquests llops amables són, de totes aquestes criatures, les més perilloses!
Al segle xix, els germans Grimm en recullen dues versions alemanyes, les de Jeanette Hassenpflug (1791-1860) i Marie Hassenpflug (1788-1856). Els Germans Grimm van transformar una de les versions en la història principal de Charles Perrault i la segona en una continuació. La primera, amb el títol de Rotkäppchen, va ser inclosa a la primera edició del seu recull de contes Kinder- und Hausmärchen (1812). En aquesta segona versió de la història de la Caputxeta Vermella dels Germans Grimm la Caputxeta Vermella i la seva àvia són salvades per un caçador o un llenyataire interessat en la pell del llop ferotge i malvat. A la segona història la Caputxeta Vermella i la seva àvia, gràcies a l'experiència amb el primer llop, en descobreixen, capturen i maten un altre.
Durant la Guerra civil espanyola el conte es va polititzar i el color de la capa i caputxa era vermell o blau depenent del bàndol: «Te llamarás Caperucita Azul -el color de la falange-. Y no olvides que el azul significa obediencia, disciplina, sacrificio...amor, en fin»

## En la música
La Caputxeta Vermella, ha tingut diversos autor que li han posat música. un d'aquest que va compondre'n una opereta infantil, fou el txec Antonín Ptáček, obra que gaudí de força acceptació en la seva pàtria.